# 日産・NXクーペ
NXクーペ（エヌエックス・クーペ、NX COUPE）は、日産自動車が1990年から1994年まで製造・販売していたクーペ型の小型自動車である。

## 概要
7代目（B13型）サニーをベースとしたスペシャルティカースタイルのクーペで、1989年の第28回東京モーターショーで初公開された。モーフィングという手法を使い、CGで表現されたイエローのNXクーペが変幻自在に曲がりくねるテレビCMが注目を集めた。CGはリズム&ヒューズ・スタジオによるもの。キャッチコピーは、「タイムマシンかもしれない。」。
北米市場をメインターゲットとして企画され、デザインはアメリカ・カリフォルニア州サンディエゴの日産デザインインターナショナル（NDI、現・NDA）が手がけた。おしゃれな「セクレタリーカー」として開発され、丸みを帯びたカジュアルなエクステリアと、オーバルシェイプのヘッドライトが特徴であった。
当時の日本国内ではセクレタリーカーというカテゴリーはまだあまり認知されていなかったにもかかわらず他社からも競合車が複数登場していた。
日本では1990年1月11日に登場し、サニーRZ-1の後継を担う一方、サニーRZ-1が導入されなかった北米ではエクサ（現地名：パルサーNX）の後継として位置づけられたことから、車名も「NX」を踏襲することとなった。現地ではエクサで人気のあったTバールーフがラインナップに設定されたが、着脱式のキャノピー（Sportbak）については設定はされなかった。欧州では「100NX」の名称で、オセアニアでは日本と同じ「NXクーペ」の名称で販売された。
日本でのグレード展開は、排気量別にタイプA（1.5L）、タイプB（1.5Lまたは1.6L）、タイプS（1.8L）の3種類が設定された。エンジンはいずれも直列4気筒で、GA型1.5L（タイプA/B）と1.6L（タイプB/S）、SR型1.8L（タイプS）がラインナップされた。このうち、タイプBとタイプSでＴバールーフが選択できた。仕向地によってキャブレターまたはフューエルインジェクションが組み合わされ、トランスミッションは5速MTまたは4速ATが設定された。なお、北米仕様にはSR型2.0Lエンジン搭載車が存在する。
ボディカラーについては通常塗装のほか、メーカーオプションでスーパー・ファインコート塗装（フッ素樹脂塗装）が選択することが出来た。またユニークな装備としてドア開口部のキャッチ側に傘収納スペースが設けられていた。さらに、GAエンジン搭載車にはデジタルパネルメーターが設定された。
1992年1月、マイナーチェンジを実施。タイプA/B（1.5L）、タイプS（1.6L/1.8L）の2グレードに整理され、運転席にエアバッグをオプション設定したほか、サイドドアビームやシートベルト未装着警告警報、衝撃吸収パッドなどが追加採用され、ボディサイドモールはボディ同色塗装となった。
日本においては、メインターゲット層とされた若者がスポーツ指向の強いモデルを求めていたため、北米向けに企画された本車はニーズに合わず、取扱店であるサニー店の人気車であったS13シルビアの影に隠れてしまい、競合車ともども販売は不調であった。一方、メインの市場とされたアメリカ合衆国では販売が好調であった。後継はルキノクーペである。

## 注・出典
1. ↑  “NXクーペ(日産）のカタログ”.   リクルート株式会社 (2020年1月18日). 2020年1月18日閲覧。
2. 1 2 3 4  “NXクーペ”.   名車文化研究所 (2022年6月15日). 2023年12月10日閲覧。
3. ↑  デアゴスティーニジャパン週刊日本の名車第18号13ページより。
4. 1 2 3  “雰囲気はミニ「Z32フェアレディZ」!?　日産NXクーペはセクレタリーカーとして北米で成功も日本では「時代の徒花」に？(2/2)”. ベストカーWeb (2023年12月5日). 2024年4月21日閲覧。
5. 1 2 3  “雰囲気はミニ「Z32フェアレディZ」!?　日産NXクーペはセクレタリーカーとして北米で成功も日本では「時代の徒花」に？(1/2)”. ベストカーWeb (2023年12月5日). 2024年4月21日閲覧。
6. ↑  “出るのが早かったのか失敗作か!? 販売台数が低迷した車5選”. くるまのニュース. (2019年9月7日)